# Saint-Didier-au-Mont-d'Or
Saint-Didier-au-Mont-d'Or là một xã thuộc tỉnh Rhône trong vùng Rhône-Alpes phía đông nước Pháp. Xã này nằm ở khu vực có độ cao trung bình 320 mét trên mực nước biển.
Danh xưng dân địa phương trong tiếng Pháp là Désidériens.
Đây là một trong những xã giàu có nhất của vùng đô thị Lyon. Đây cũng là xã Pháp xếp thứ nhì về GDP đầu người (€30.538 mỗi người so với mức bình quân nước Pháp là €15.849)